# Moneda Mare
Les Monedes mare, conegudes alternativament com a monedes llavor o monedes matriu, eren monedes usades durant les primeres etapes del procés de fosa per produir monedes en efectiu xineses, japoneses, coreanes, ryukeses i vietnamites. Com que les monedes en efectiu es produïen utilitzant emmotllament de sorra, les primeres monedes mare es van produir per formar la base de totes les monedes en efectiu posteriors es posessin en circulació. Sota la dinastia Han a la Xina, les fabriques de monedes van començar a produir monedes en efectiu mitjançant motlles mestres de bronze per resoldre incoherències en les monedes en circulació, això només funcionava parcialment i al segle vi es van introduir monedes mare per resoldre aquestes incoherències gairebé completament. Els japonesos van adoptar l'ús de les monedes mare vora l'any 600 i es van utilitzar per fabricar monedes japoneses foses fins al període Meiji. La moneda mare es preparava inicialment gravant un patró amb la llegenda de la moneda en efectiu que s’havia de fabricar. En el procés de fabricació, s’utilitzaven monedes mare per impressionar el disseny en motlles fabricats amb metalls fàcilment treballables, com l’ estany, i es posaven en un marc rectangular de fusta de perera plena de sorra fina i humida, possiblement barrejada amb argila, i millorat amb carbó vegetal o pols de carbó per permetre que el metall fos fluïra sense problemes, aquest marc funcionaria com una capa que separaria les dues parts dels motlles de monedes. La moneda mare era recuperada i es col·locava damunt del segon marc per repetir el procés esmentat fins que es formaven quinze capes de motlles basades en aquesta moneda mare única. Després de refredar-se, s’extrauria del motlle un "arbre de monedes" (錢 樹), un pal llarg metàl·lic amb les monedes de caixa acabades de fer encunyades en forma de "branques" i aquestes monedes es podrien trencar i, si calia, tenir els forats quadrats netejats amb cincell, després d'això, les monedes es col·locaven sobre una llarga vareta metàl·lica per eliminar simultàniament els talls rugosos de centenars de monedes i llavors aquestes monedes en efectiu es podrien encordar i entrar en circulació.
Les monedes d'efectiu Sangpyeong Tongbo (常 平 通寶) es coneixien com yeopjeon (葉 錢, "monedes de fulles") a causa de la forma en què les monedes en efectiu s'assemblaven a les fulles d'una branca quan es llançaven al motlle.
La introducció i l'ús posterior de monedes mare en el procés de fosa van resultar ser fonamentals per controlar la qualitat de les monedes en efectiu. Només es mantenien diferències menors entre les monedes mare. Si les monedes mare tingueren el més mínim error, aquest seria visible a totes les monedes en efectiu que se’n produirien, motiu pel qual les monedes mare amb qualsevol imperfecció es retiraven ràpidament del procés de producció abans d’impactar moltes monedes destinades a la circulació. A causa de l'elevat control de qualitat, gairebé mai no es troben monedes mare amb deformitats.

## Monedes mare de cera
Sota les dinasties Sui i Tang, les monedes mare van assolir una forma definida i es van produir en motlles gravats per monedes antigues, però durant aquest mateix període es va utilitzar una tècnica de colada anomenada "mètode de la cera" per crear, per exemple, monedes en efectiu Kaiyuan Tongbao, en aquest mètode es feien servir monedes mare fetes de cera en lloc de metall, aquestes monedes mare es produïen en grans quantitats perquè eren molt barates de fabricar, a diferència de les monedes mare metàl·liques, aquestes monedes es quedaven als motlles d’argila i quan s’escalfaven el motlle es fonen deixant una cavitat per abocar el metall fos per formar les monedes. Aquesta tècnica també es va utilitzar per colar altres articles de bronze, tot i que només es va utilitzar per a fer monedes durant les dinasties Sui i Tang i la seva sobtada interrupció va assenyalar el fet que probablement era ineficient per a la producció en massa.

## Monedes ancestre

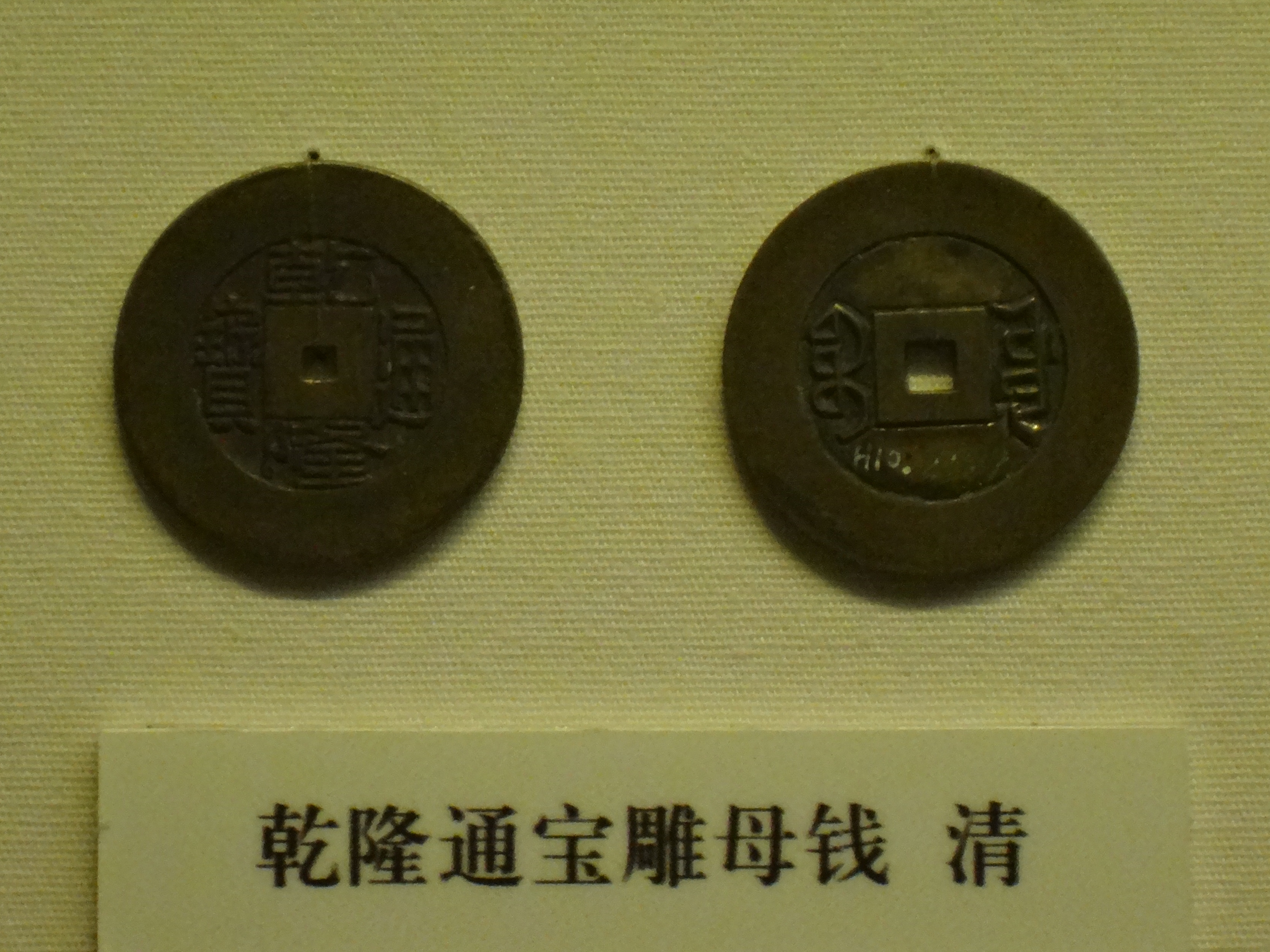
Una moneda ancestre Qianlong Tongbao (乾隆 通寶) produïda durant la dinastia Qing, exposada al Museu Nacional de la Xina.

Les Monedes ancestre també conegudes com a monedes mare gravades es van introduir cap al 1730 a mitjan segle xviii per millorar el control de qualitat de les monedes mare, aquestes monedes ancestre es van utilitzar per llançar més monedes mare i d'un únic avantpassat es podien llançar milers de monedes mare. El procés de producció de la fabricació de monedes mare amb monedes avantpassades va ser el mateix que per a la fosa de monedes de circulació a partir de monedes mare, tot i que aquestes monedes solen produir-se només per a un nou títol de regnat, quan es preparava per llançar noves monedes en efectiu amb un emperador recentment ascendit, una moneda encunyaria primer una moneda ancestral de llautó fi que constituiria la base de les monedes mare. La introducció de les monedes avantpassat sota el Manchu dinastia Qing plom a totes les mentes havent produït més consistent encunyacions i variacions més petites entre les monedes produïdes per mentes separades tant en la inscripció (o llegenda), així com en qualitat.

## Iutsushi

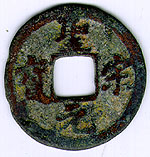
Un Thánh Tống Nguyên Bảo (聖 宋元 寶) que es va crear utilitzant una moneda en efectiu circulant com a moneda mare.

Iutsushi (en japonès: 鋳 写 し) és un terme japonès que es podria traduir per "llançar una còpia de", es refereix a una tècnica en què les monedes d'efectiu que circulaven regularment s'utilitzaven com a monedes mare, es van utilitzar monedes en efectiu del segle XVII i sobretot xineses de les dinasties Song i Ming. Fora del Japó, aquesta tècnica també es va utilitzar en gran manera per produir monedes falsificades per les cases de monedes il·legals xineses i privades vietnamites, ja que les monedes en efectiu produïdes mitjançant la tècnica Iutsushi eren menys nítides que les seves monedes mare, sovint tenien reversos suaus i es reduïen després que el metall s’hagués refredat, a causa d'açò les monedes Iutsushi tenien una mida diminuta en comparació amb les monedes en circulació originals i les inscripcions teren d'una qualitat inferior. Per aquestes raons, les monedes en efectiu produïdes amb aquesta tècnica es trobaven entre les monedes en efectiu conegudes com Bitasen (鐚 銭) o monedes de metall deficients al Japó.
A causa de l'Iutsushi, sovint és molt difícil distingir el Bitasen japonès de les monedes en efectiu falsificades xineses, així com les monedes en efectiu produïdes de manera privada a Vietnam, ja que moltes d’aquestes utilitzaven les mateixes inscripcions i és comu que hi tinguen grans variacions tant en la qualitat com en el contingut de metall de monedes originals molt circulades.